# Черноглав
Черноглав или Черноглов (др.-сканд. Tjarnoglófi) — славянское божество победы и войны, которому поклонялись на Рюгене, вероятно, в городе Ясмунд, упомянутый вместе со Святовитом, Ругевитом, Турупитом, Поревитом и Пизамаром в саге о Кнютлингах:

 Пятого бога звали Пизамар. Он был в Асунде, так называлось это место. Этого бога тоже сожгли. Был ещё бог по имени Тьярноглофи, он был их богом победы и ходил с ними в бой. У него были серебряные усы. Он продержался дольше всех, но на третью зиму его схватили. И во время того похода они обратили в христианство пять тысяч человек.
Оригинальный текст (др.-исл.)Et fimmta goð hét Pizamarr; hann var á Ásund, svá heitir einn staðr; hann var ok brendr. Þá hét ok Tjarnaglófi, hann var sigrgoð þeirra, ok fór hann í herfarar með þeim; hann helz lengst við, en þó fengu þeir hann á þriðja vetri þar eptir; en þeir kristnuðu alls á landinu V þúsundir í þeirri ferð.

Александр Гейштор и Анджей Шиевский  читали это имя как «Черноглав/Черноглов» (пол. Czarnogłów). Александр Брюкнер, напротив, считал, что единственно правильным прочтением было «Триглав». Ежи Стржельчик отмечает, что воинственный характер бога может свидетельствовать в пользу прочтения «Триглав», но воинственный характер был свойственен многим полабским и поморским богам. Генрик Ловмянский решил, что Черноглов — «кладбищенская трансформация Чернобога», а Лешек Мосинский предложил читать T’arnogłowy (от праславянского *tьrnъ, «шип»), что означает «с головой, увенчанной шипами», что должно относиться к терновому венцу Иисуса и быть христианским влиянием на позднеполабское язычество.  По словам Ярослава Горбачёва, статуя Черноглова могла на самом деле быть статуей Яровита или Перуна, но он также утверждает, что источник о Черноглаве может быть потенциальным источником о Чернобоге.